# گذرنامه لیبریایی

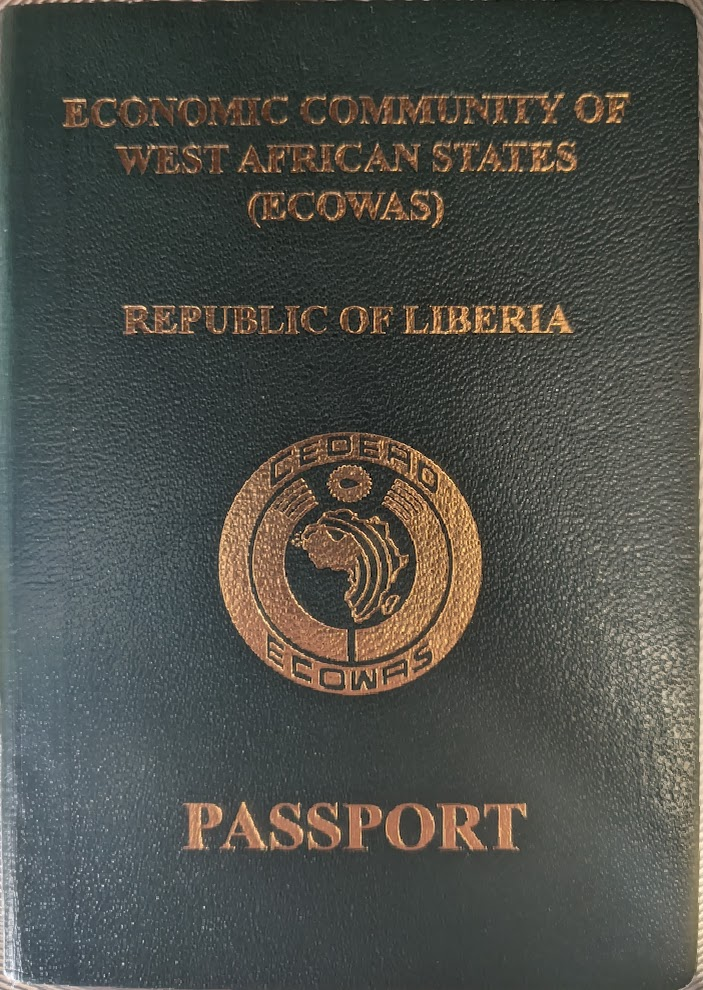
نمایی از یک‌نسخه گذرنامهٔ لیبریایی در سال ۲۰۲۳

گذرنامهٔ لیبریایی یک مدرک سفر بین‌المللی است که توسط کشور لیبریا صادر می‌شود و بنا بر داده‌های سال ۲۰۲۳، دارندگان آن می‌توانستند به ۴۹ کشور دیگر بدون دریافت ویزا سفر کنند یا ویزا را در بدو ورود دریافت نمایند. این گذرنامه بر اساس رتبه‌بندی شاخص گذرنامهٔ هنلی در سال ۲۰۲۳ در رتبهٔ ۹۴ قرار داشت.